# Sauschneider

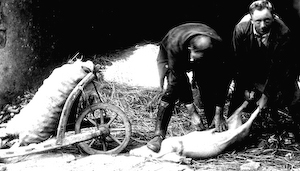
Lungauer Sauschneider beim Kastrieren

Der Sauschneider (auch Schwein(e)schneider) ist ein inzwischen beinahe ausgestorbener Berufszweig, dessen Aufgabe in der Kastration jener Tiere bestand, die in der Landwirtschaft als Fleischlieferanten oder Zugtiere benutzt wurden. Kastriert wurden insbesondere Eber sowie Hengste und Stiere durch Abbinden bzw. Abtrennen der Samenleiter oder durch Entnahme der Hoden, aber auch weibliche Tiere durch Entnahme der Eierstöcke. Kastrierte Sauen wurden als „Nonnen“ bezeichnet, daher auch die Berufsbezeichnung „Nonnenmacher“, die sich bis heute im Familiennamen Nonnenmacher erhalten hat.

## Hintergrund
Der wichtigste Anlass für die Sauschneiderei war die bis ins 19. Jahrhundert gängige Praxis der Waldweide. Um eine Begattung der in die Wälder getriebenen weiblichen Hausschweine durch „wilde“ Eber zu verhindern, mussten die domestizierten Sauen durchweg kastriert werden.
Aufgrund ihrer anatomischen Kenntnisse praktizierten die Sauschneider (verbotenerweise) oft auch als humanmedizinische Ärzte, da zu dieser Zeit die medizinische Versorgung, insbesondere der Landbevölkerung, sehr schlecht war. Sie traten damit in Konkurrenz zu den ebenfalls umherziehenden Wundärzten, die aber auch von ihrem Wissen profitierten. So war der Großvater des berühmten Doktor Eisenbarth ebenfalls als „Säuschneider und Kastrierer“ tätig gewesen.

## Lungauer Sauschneider
In der habsburgischen Monarchie kamen die meisten Sauschneider aus dem salzburgischen Lungau. Die Lungauer Sauschneider gingen ihrer Arbeit in sämtlichen Ländern der Ungarischen Monarchie und in Teilen des Deutschen Reiches nach. In Bayern, Mähren, Sachsen, der Pfalz und Ungarn wurde ihr Können geschätzt. Angefangen mit einer Urkunde des Pfleggerichts Moosham von 1752 findet man im Bürgerbuch des Marktes Tamsweg, dem Pfarrarchiv, im Notelbuch sowie in der Registratur des Bezirksgerichtes Tamsweg ab der Mitte des 17. Jahrhunderts Aufzeichnungen über die Lungauer Sauschneider. Ihre Blütezeit hatten die reisenden Sauschneider im 18. und 19. Jahrhundert.

### Gaie
Bis zu 400 Sauschneider zogen früher vom Lungau aus, um ihre Arbeit zu verrichten. Damit sie sich nicht gegenseitig in die Quere kamen, waren ihre Arbeitsgebiete in „Gaie“ eingeteilt. Dahinter steckt das Wort Gau, wie es auch in Lungau zu finden ist. Es impliziert, dass ihr persönliches Arbeitsgebiet genauso stark umgrenzt und geschützt sein sollte wie der Lungau. Ihren Gai vererbten oder verkauften die Sauschneider weiter. Ein guter Gai konnte knapp 1000 Schweine, bis zu 200 Hengste, 400 Stiere und jede Menge kleinere Tiere an Jahresarbeit bieten.

### Arbeitskleidung

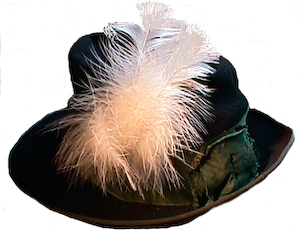
Adlerflaum an einem Original Sauschneiderhut

Die Kleidung der Sauschneider war ihre Visitenkarte. Während ihrer Dienstreisen sollte man schon von weitem ihre Kompetenz und ihren Beruf erkennen. Zusätzlich musste die Kleidung genügend Schutz vor beißenden, ausschlagenden Tieren gewähren und durfte trotzdem nicht die Bewegungsfreiheit einschränken, die für die Kastration wichtig ist. Dazu trugen die Sauschneider Lederhosen, später Ledergamaschen und -stiefel. Ein Arbeitsschurz in blau schützte vor Verschmutzung.
Die Lungauer Sauschneider hatten als eindeutiges Erkennungsschild einen weißen Adlerflaum an den Hut gesteckt, die manchmal mit einem Truthahnflaum ersetzt wurde, wenn kein Original zur Hand war. Dank dieses unverkennbaren Markenzeichens konnten die Bauern die Sauschneider sofort ausmachen. Mit „Austrommeln“ oder Ausrufen mussten die Sauschneider selten nachhelfen, um Aufträge zu erhalten.

### Sauschneiderberechtigung

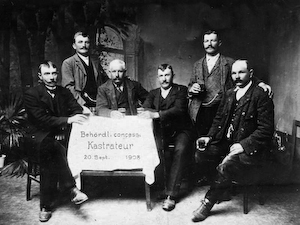
Behördliche Bewilligung

Um zu gewährleisten, dass die Tiere möglichst komplikations- und schmerzfrei kastriert wurden, musste man, um eine Zulassung als Sauschneider zu erhalten, eine Ausbildung absolvieren. Das war schon 1786 Voraussetzung für eine Bewilligung. 1924 schrieben die Behörden eine Lehre bei einem erfahrenen Viehschneider vor. Das theoretische und praktische Wissen aus fünf Jahren Ausbildungszeit wurde vom Amtstierarzt unter Zeugen abgefragt und bei einer männlichen und weiblichen Tierkastration überprüft. Erst dann war man ein offizieller Viehschneider.

### Österreichischer Viehschneiderverein
Am 15. Jänner 1922 wurde in St. Michael im Lungau der „Österreichische Viehschneiderverein“ gegründet. Mit diesem Verein wollten sich die Viehschneider gegen existenzbedrohende Schwierigkeiten schützen. Vor allem Pfuscher machten den ausgebildeten Sauschneidern das Leben schwer. Strikte Bestimmungen für die Ausbildung und Ausübung sowie die Durchsetzung und Vertretung der Interessen der österreichischen Viehschneider waren die Ziele. Als großen Erfolg konnte der Verein die Errungenschaft der gesetzlichen Erlaubnis, als Viehschneider auch lokale Betäubung einsetzen zu dürfen, verbuchen. Nach 60-jährigem Bestehen waren die Bedürfnisse nach einem Viehschneiderverein vorerst gestillt und der Verein löste sich auf. Im Lungauer Landschaftsmuseum werden die Schriftstücke und Gegenstände aufbewahrt.
Obmänner des Viehschneidervereins:
- 1922 Joachim Landschützer, Binder, Sankt Margarethen
- 1926 bis 1931 Rupert Sampl, Fischer, Sankt Margarethen
- 1931 bis 1938 Johann Landschützer, Heinerer, Bruckdorf
- 1939 bis 1945 Alpenländischer Viehschneiderverein mit kommissarischer Leitung
- 1946 bis 1948 Josef Gruber, Prodinger, Stranach
- 1948 bis 1957 Peter Lüftenegger, Schlickwirt, Oberweißburg
- 1957 bis 1961 Joachim Landschützer, Binder, Sankt Margarethen
- 1961 Michael Gruber, Staigerwirt, Sankt Michael, bis Ende der 1970er Jahre

## Rezeption in der Kunst
Der Wiener Wanderarzt und Komödiant Josef Anton Stranitzky kleidete in seinem Theater den Hanswurst in die Tracht der Lungauer Sauschneider, wohl um die unliebsamen Wettbewerber zu verunglimpfen. Die Figur des Hanswurst und die Lungauer Tracht waren im ganzen deutschsprachigen Raum so bekannt, dass sich diese Kombination weit verbreitete.
Joseph Haydn komponierte im Jahr 1765 das Klavierstück Acht Sauschneider müssen sein, das auf dem damals beliebten gleichnamigen Volkslied basiert, einem Ständelied der Saumacher. Nur ein Jahr später verwendete der damals zehnjährige Wolfgang Amadé Mozart Teile derselben Melodie in seinem Gallimathias musicum.